# Союз ТМ-10
Союз ТМ-10 — пилотируемый космический аппарат из серии «Союз ТМ».

## Экипаж старта
- Геннадий Манаков (1-й полёт) − командир
- Геннадий Стрекалов (4-й полёт) − бортинженер

## Дублирующий экипаж
- Виктор Афанасьев — командир
- Муса Манаров — бортинженер

## Резервный экипаж
- Анатолий Арцебарский — командир
- Сергей Крикалёв — бортинженер

## Экипаж возвращения
- Геннадий Манаков − командир
- Геннадий Стрекалов − бортинженер
- Тоёхиро Акияма (Япония) − космонавт-исследователь

## Описание полёта
За время полёта седьмой основной экспедиции были проведены работы в областях исследования Земли, материаловедения и медицины. Были проведены профилактические и ремонтные работы на станции.
29 октября был совершён выход в открытый космос с целью ремонта люка на модуле «Квант-2». Выход длился 2 ч 45 мин и был лишь частично успешным.